# Charles Jeffrey
Charles Jeffrey (10 de abril de 1934-29 de marzo de 2022) fue un botánico británico que se desempeñó científicamente en Kew Gardens y colaboró en "Flora de China", en las familias Asteraceae y Cucurbitaceae. Desde 2008 se encuentra en San Petersburgo como investigador privado.

## Publicaciones

### Libros
- Jeffrey, Charles (1986). «The Senecioneae in East Tropical Africa: Notes on Compositae: IV». Kew Bulletin (en inglés) (Royal Botanic Gardens, Kew) 41: 873-943. Consultado el 26 de mayo de 2008.

- Kadereit, JW; C Jeffrey (eds.) 2007. Flowering Plants. Dicotyledons: Asterales (Families and Genera of Vascular Plants). Ed. Springer, Berlín. 647 pp. ISBN 3-540-31050-9
- Jeffrey, C. 1991. Biological Nomenclature: For the Systematics Association. Ed. Cambridge University Press. 96 pp. ISBN 0-521-42775-4
- Bates, DM, RW Robinson, C Jeffrey. 1990. Biology and Utilization of the Cucurbitaceae. Ed. Cornell University Press. 520 pp. ISBN 0-8014-1670-1
- C Jeffrey. 1989. Biological Nomenclature. Ed. Hodder Arnold; 3ª edición revisada. 96 pp. ISBN 0-7131-2983-2
- ----. 1982. An introduction to plant taxonomy. Ed. Cambridge University Press. ISBN 0-521-28775-8
- ----. 1980. The Cucurbitaceae of Eastern Asia. Royal Botanic Gardens, Kew
- ----. 1962. The botany of the Seychelles, report by the visiting botanist of the Seychelles Botanical Survey, 1961-2. Ed. Department of Technical Co-operation. 47 pp.